# La stanza della fotografia
La stanza della fotografia è un film per la televisione italiano andato in onda su Rai 2 nel 2000. La regia è di Antonio Bonifacio. Il film tv è stato prodotto dalla Dania Film di Luciano Martino.

## Trama
Silvia e Marco sono una coppia nel pieno di una crisi coniugale. Tra i due sorgono incomprensioni e litigi e fa la sua comparsa Denise, anche lei in crisi con il marito, che in breve diventa amica e confidente di Silvia. Denise, nel tentativo di difendere l'amica dalle aggressioni del marito, lo uccide accidentalmente. Le due donne tentano in tutti i modi di nascondere l'accaduto, ma la situazione finirà per travolgerle.